# CEAC
CEAC es el primer centro de formación profesional a distancia de España, creado en 1946, pertenece al MG AGNESI TRAINING, anteriormente Grupo Grufium Educación y Excelencia. Forma parte de ANCED, la Asociación Nacional de Centros de e-Learning y Distancia desde la creación de ésta en 1954.

## Historia
CEAC fue fundado en 1946 en Barcelona por Juan Martí Salavedra y José Menal Ramón como un centro de enseñanza por correspondencia para ofrecer formación a jóvenes españoles que querían pasar el examen de ingreso en la escuela de aparejadores. Es por esta razón que en sus orígenes, las siglas de CEAC significaban Centro de Estudios de Aparejadores por Correspondencia. 
A principios de los años 50, CEAC se enfocaba a los cursos de construcción. A finales de esta misma década fue ampliando su oferta formativa, ofreciendo 31 cursos orientados a la formación en construcción, mecánica, automoción y electricidad. En la década de los 60 contaba con 44 cursos y 10 años más tarde, su portafolio alcanzó los 70 cursos de formación dentro de las distintas áreas profesionales. 
CEAC lanzó en 1948 su primera revista mensual Cúpula, destinada a los alumnos de la rama de mecánica. En 1965, nació la revista Ohmio para los alumnos de electricidad. 
Entre 1959 y 1960, CEAC construyó su sede central en Barcelona, un edificio de 11 plantas de aluminio y cristal, el primero de estas características arquitectónicas en la ciudad. 
Entre finales de los 60 y los 70, CEAC abrió 13 filiales en Latinoamérica (Argentina, México, Colombia, República Dominicana, Chile, Uruguay, Costa Rica, Paraguay, Ecuador, Perú, Venezuela, Puerto Rico y Bolivia) y 5 en Europa (Portugal, Alemania, Grecia, Suiza y Suecia). En los años `90 se sumó Polonia. En la actualidad, las filiales no se encuentran activas.
Desde 2002 CEAC es parte del Grupo Planeta, en su División de Formación y Universidades, y ha firmado convenios nacionales e internacionales con empresas de distintos sectores profesionales para ofrecer una formación orientada al empleo 
.
En 2021 CEAC es adquirido por el Grupo de MG Agnesi Training SL, que adquiere el capital social de la empresa.´´/

Fue reconocido por Emagister con el Premio Cum Laude 2015, otorgado por votación de los alumnos.

## Características
CEAC es un centro privado que ofrece ciclos de formación profesional, tanto de grado medio como de grado superior y cursos técnicos, a través de una metodología formativa a distancia mediante un sistema de estudio en el que el alumno elige cuándo y dónde estudiar estos cursos 100% oficiales no homologados. 
La modalidad de estudio de los ciclos de formación profesional en CEAC es de pruebas libres, donde el alumno se prepara con CEAC mediante el currículo oficial del Ministerio de Educación y se examina en las convocatorias oficiales realizadas por las comunidades autónomas. 
Ha firmado más de 1.000 convenios de colaboración con empresas españolas para que sus alumnos realicen prácticas profesionales.

### Temáticas de los estudios
Los ciclos de grado medio y superior y los cursos de CEAC cubren las siguientes áreas formativas:  
- Salud
- Educación
- Empresariales
- Belleza e imagen personal
- Informática y tecnología
- Mantenimiento de instalaciones
- Construcción
- Turismo y hostelería
- Artes

Y en los accesos a estudios reglados:
- Graduado en ESO
- Bachillerato
- Acceso universitario para mayores de 25 años